# Carolina Stramare
Carolina Stramare (* 27. Januar 1999 in Genua) ist eine italienische Schauspielerin und Miss Italien 2019.

## Miss Italia
Carolina Stramare wurde in Genua 1999 geboren. 2018 wurde sie zur Miss Lombardia und im gleichen Jahr zur Miss Italia gewählt.